# Psychoda subpennata
Psychoda subpennata är en tvåvingeart som beskrevs av Satchell 1953. Psychoda subpennata ingår i släktet Psychoda och familjen fjärilsmyggor. Inga underarter finns listade i Catalogue of Life.